# Dicoryphe stipulacea
Dicoryphe stipulacea là một loài thực vật có hoa trong họ Hamamelidaceae. Loài này được J.St.-Hil. miêu tả khoa học đầu tiên năm 1805.